# Szkoła Podchorążych Legionów Polskich

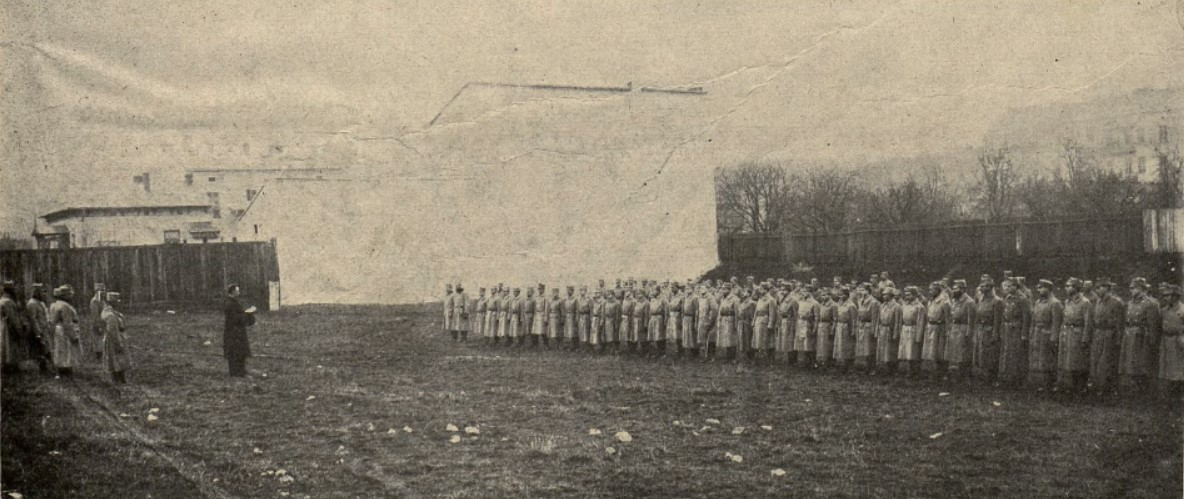
Przysięga elewów 4 listopada 1914.

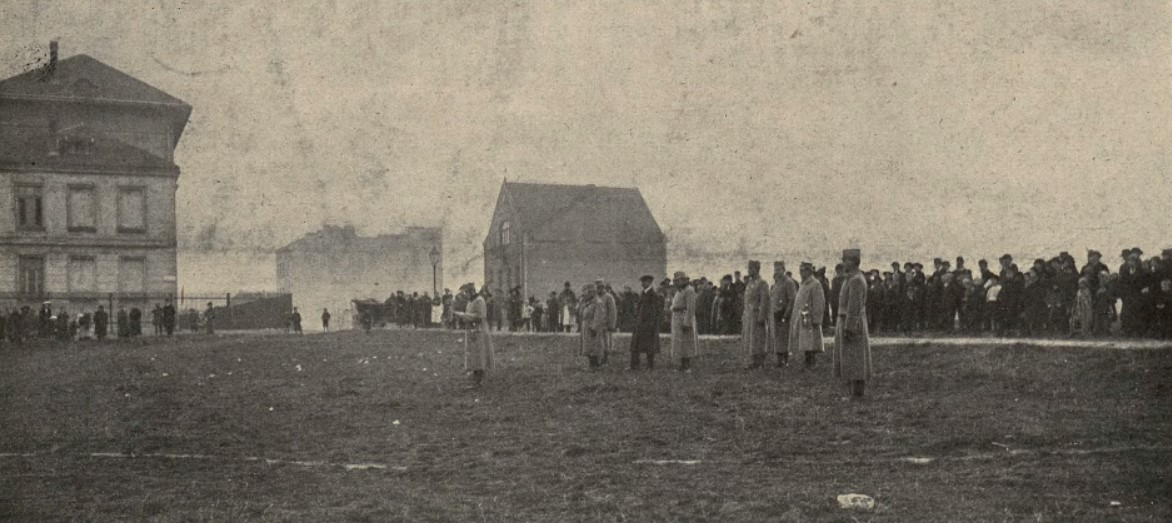
Przysięga elewów 4 listopada 1914.

Szkoła Podchorążych Legionów Polskich – szkoła kształcąca kandydatów na oficerów Legionów Polskich.

## Historia szkoły
Po wybuchu I wojny światowej nastąpiła mobilizacja Związku Strzeleckiego i Drużyn Strzeleckich. W oparciu o nie powstały Legiony Polskie podporządkowane polityczne Naczelnemu Komitetowi Narodowemu (NKN), militarnie armii austriackiej. W związku z napływem dużej liczby żołnierzy do Legionów (utworzono kilka pułków) zaistniała potrzeba kształcenia kadr wojskowych. W tym celu NKN zwrócił się do c. i k. Naczelnej Komendy Armii z prośbą o pozwolenie otwarcia polskiej szkoły podchorążych. 9 października 1914 szkołą rozpoczęła działalność, 4 listopada odbyło się otwarcie szkoły. Po mszy na Wawelu na placu obok budynku szkoły w Dębnikach odbyła się przysięga 92 podchorążych. Odebrał ją komendant Szkoły Roman Albinowski. Program nauki wzorowany był na austriackiej szkole oficerów rezerwy stanu wojennego. Szkolenie teoretyczne było bardzo wąskie i powierzchowne. Miało ono, z założenia, w możliwie najkrótszym czasie wyszkolić młodego dowódcę zdolnego dowodzić plutonem na froncie. 
Komendantem Szkoły mianowano ppłk. Władysława Sikorskiego, a następnie kpt. Romana Albinowskiego. Do Szkoły przyjęto 72 żołnierzy. Wśród nich byli absolwenci wyższych uczelni. W połowie listopada Szkoła została przeniesiona do Jabłonkowa, z końcem grudnia do Máramarossziget, a w połowie kwietnia 1915 do Kamieńska, gdzie rozpoczęto dopiero regularną naukę. Szkolenie trwało 7 tygodni. Dlatego przyjmowano do niej przeszkolonych żołnierzy lub podoficerów, możliwie z doświadczeniem bojowym. Po zakończeniu absolwenci otrzymywali stopień aspiranta oficerskiego, a następnie stopień podchorążego.
Szkoła kształciła przyszłych oficerów do lipca 1915, kiedy to została rozwiązana. 
27 lipca 1915 w dodatku do rozkazu nr 84 c. i k. Komendy Grupy Polskich Legionów ogłoszono „Wyniki kursu w Szkole podchorążych z czerwca – lipca 1915”.
Szkoła wykształciła ok. 200 aspirantów oficerskich i kilkunastu podchorążych.
Szkołę reaktywowano w 1916 w Legionowie, jako szkołę przyfrontowa Legionów.   

## Absolwenci
I kurs
- Kazimierz Dziurzyński
- Maksymilian Milan-Kamski

II kurs
1. Antoni Białoskórski
2. Stanisław Bucki
3. Stanisław Dworzak
4. Tadeusz Feldstein
5. Eugeniusz Greszel
6. Kazimierz Gwiazdomorski
7. Adam Kiełbiński
8. Stanisław Klementowski
9. Władysław Krogulski
10. Włodzimierz Kruszelnicki
11. Stanisław Liśkiewicz
12. Kazimierz Marszałkowicz
13. Franciszek Matuszczak
14. Stanisław Mitera
15. Józef Stanisław Morawski
16. Kazimierz Nodzeński
17. Janusz Olszamowski ps. „Łaszczyc”
18. Tadeusz Osostowicz
19. Zbigniew Osostowicz
20. Stanisław Sołtysik
21. Antoni Staich
22. Czesław Stypulski
23. Stanisław Szarski
24. Klemens Świtalski

III kurs
- Mieczysław Dziewoński
- Władysław Godlewski
- Henryk Gumol
- Stefan Luranc

## Odznaka pamiątkowa
Odznaka czteroczęściowa o wymiarach 40x40 mm ma kształt krzyża Orderu Virtuti Militari nałożonego na koło o średnicy 31,5 mm. Krzyż i koło czarno oksydowane. W środku nałożona złota tarcza z nałożonym na niej orłem w koronie. Wzdłuż krawędzi tarczy zielono emaliowany wieniec. Na ramionach krzyża napisy "SZKOŁA POD - CHORĄŻYCH", "LEGIONY POLSKIE". Na lukach koła napisy dotyczący historii szkoły: „Kraków", „Łazy", „M.Sziget", „Kamieńsk". Litery w kole, krawędzie koła i strona odwrotna – srebrne. Strona odwrotna krzyża – czarna. Na odwrotnej stronie prawego ramienia krzyża sygnatura wytwórcy – Stanisława Reisinga.